# Plan de Laguna
Plan de Laguna är en ort i Mexiko.   Den ligger i kommunen San José Tenango och delstaten Oaxaca, i den sydöstra delen av landet, 290 km sydost om huvudstaden Mexico City. Plan de Laguna ligger 1 034 meter över havet och antalet invånare är 148.
Terrängen runt Plan de Laguna är kuperad åt nordväst, men åt sydost är den bergig. Runt Plan de Laguna är det ganska tätbefolkat, med 86 invånare per kvadratkilometer. Närmaste större samhälle är Huautla de Jiménez, 12,2 km väster om Plan de Laguna. I omgivningarna runt Plan de Laguna växer i huvudsak städsegrön lövskog.